# Kaczorek-muzykant
Kaczorek-muzykant (ros. утёнок, который не умел играть в футбол) – radziecki krótkometrażowy film animowany z 1972 roku w reżyserii Witolda Bordziłowskiego. Scenariusz napisał Anatolij Taraskin.

## Fabuła
Kaczorek nie potrafi grać w piłkę nożną, ale za to świetnie gra na trąbce. A w meczu piłki nożnej między kaczorami i gęsiami odgrywa ważną rolę.

## Obsada (głosy)
Grigorij Szpigel', Siergiej Martinson, Agar' Własowa, Tamara Dmitrijewa

## Animatorzy
Anatolij Pietrow, Wioletta Kolesnikowa, Galina Barinowa, Anatolij Solin, Iwan Dawydow, Igor Podgorski, Oleg Safronow, Faina Jepifanowa